# 新立镇 (忠县)
新立镇是中国重庆市忠县下辖的一个镇，位于该县西部，西南邻双桂镇，西北邻垫江县，东邻花桥镇和拔山镇，南邻丰都县。该镇面积119平方公里，辖2个社区，17个行政村，总人口50258人。

## 历史沿革
新立镇始建于明朝。1992年，改名新立镇。2006年，原精华乡并入该镇。

## 地理
新立镇处于重庆市忠县、垫江县、丰都县三县交界处。境内有山峰金华山，海拔1163米。

## 行政区划
新立镇辖2个社区，17个行政村：
- 社区：文昌社区、文笔社区；
- 行政村：桂花村、双柏村、官坪村、新立村、白马村、华福村、农井村、狮子村、中岭村、箭滩村、石庙村、长岭村、海珠村、精华村、青苔村、百粮村、红岩村。

## 经济和资源
该镇经济以农业为主。